# پرتاب و راه‌اندازی تلسکوپ فضایی جیمز وب
تلسکوپ فضایی جیمز وب (James Webb Space Telescope به اختصار JWST) یک تلسکوپ فضایی است که عمدتاً برای مطالعهٔ اخترشناسی فروسرخ طراحی شده است. قدرتمندترین تلسکوپی که تا به حال به فضا پرتاب شده است، وضوح و حساسیت فروسرخ بسیار بهبودیافته، به آن اجازه می‌دهد تا اجرامی که برای تلسکوپ فضایی هابل بسیار قدیمی، دور و کم نور هستند، را مشاهده کند. فرایند راه‌اندازی و پرتاب پیچیدهٔ آن از اواخر سال ۲۰۲۱ تا اواسط سال ۲۰۲۲ به طول انجامید.

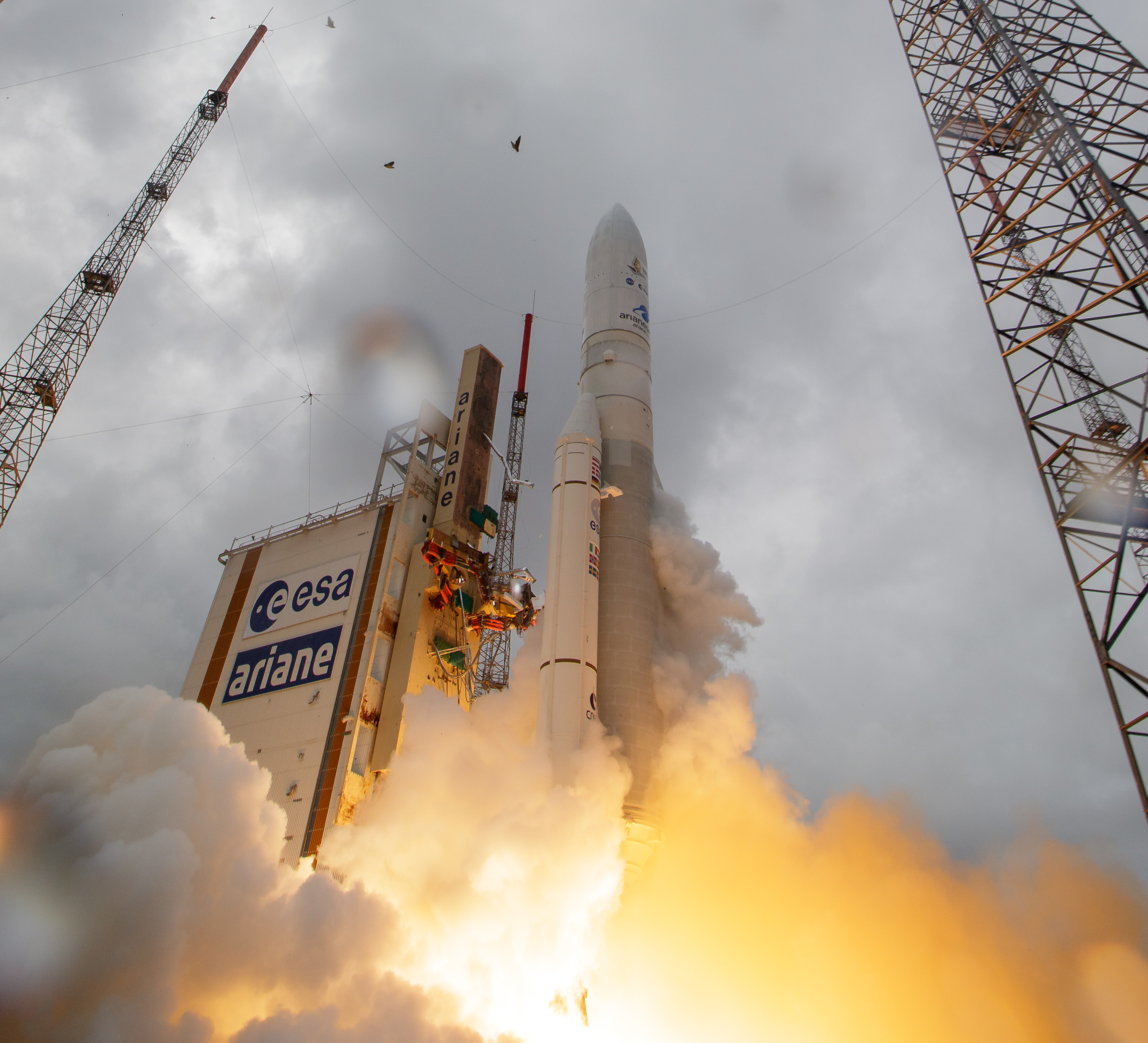
پرواز وی‌ای۲۵۶ آریان که حاوی تلسکوپ فضایی جیمز وب است.

ناسا توسعهٔ تلسکوپ فضایی جیمز وب را با همکاری آژانس فضایی اروپا و آژانس فضایی کانادا در اواخر دههٔ ۱۹۹۰ رهبری کرد. مرکز پروازهای فضایی گادرد ناسا در مریلند توسعهٔ تلسکوپ را مدیریت کرد، موسسهٔ علوم تلسکوپ فضایی در بالتیمور در پردیس دانشگاهی هوم‌وود دانشگاه جانز هاپکینز تلسکوپ فضایی جیمز وب را اداره می‌کند و پیمان‌کار عمومی، نورثروپ گرامن بود. این تلسکوپ به افتخار جیمز ئی وب، که از سال ۱۹۶۱ تا ۱۹۶۸ مدیر ناسا در طول برنامه‌های فضایی مرکوری، جمینای و آپولو بود، نامگذاری شده است.
پرتاب (پرواز وی‌ای۲۵۶ آریان) طبق برنامه در ساعت ۱۲:۲۰ یوتی‌سی در ۲۵ دسامبر ۲۰۲۱ با موشک آریان ۵ که از مرکز فضایی گویان در گویان فرانسه بلند شد، انجام شد. پس از پرتاب موفقیت‌آمیز، بیل نلسون، مدیر ناسا، آن را «روزی عالی برای سیاره زمین» نامید. تأیید شد که تلسکوپ انرژی دریافت می‌کند، مرحلهٔ استقرار دو هفته‌ای قطعات خود را آغاز می‌کند و به مقصد مورد نظر خود می‌رود.